# Malligyong-1
Malligyong-1 (만리경-1 (), Telescopio-1) es un satélite de reconocimiento de Corea del Norte y su primer satélite espía. Está en una órbita heliosíncrona a unos 500 kilómetros de altitud, y proporcionará una capacidad global de vigilancia de imágenes ópticas. principalmente de Corea del Sur, Japón y Estados Unidos. La resolución de la capacidad de imágenes no se conoce en general.
Los dos primeros intentos de lanzamiento de la misión fracasaron y el tercero tuvo éxito el 21 de noviembre de 2023. Este fue también el primer vuelo exitoso del nuevo vehículo de lanzamiento de Corea del Norte, el Chollima-1.

## Características
El Malligyong-1 está diseñado para obtener imágenes de la superficie terrestre en el rango óptico. Está diseñado en forma de un prisma hexagonal con cuatro paneles solares desplegables. Según los expertos surcoreanos, el peso del satélite es de unos 300 kg. El desarrollador del dispositivo es la Administración Nacional del Desarrollo Aeroespacial (NADA) (en coreano: 국가항공우주기술총국).
El satélite está situado en una órbita heliosincróna con una inclinación de 97,4°, un apogeo de 512 km, un perigeo de 493 km y un período orbital de 94,67 minutos, ha recibió el identificador internacional 2023-179A y el número de catálogo de satélites 58400.
No hay información sobre la resolución de las cámaras del satélite; según datos de Corea del Norte, en el marco de este proyecto se realizaron pruebas de vuelo de cámaras con una resolución espacial de 20 metros y dos cámaras multiespectrales, pero dicha resolución no tiene, a efectos prácticos, valor para fines de reconocimiento. Según estimaciones de Corea del Sur, la resolución de Malligyong-1 no supera los tres metros, lo que es significativamente inferior a los requisitos de los satélites de reconocimiento más modernos, pero que permitiría identificar objetos individuales de gran tamaño, como barcos, camiones y tanques. Según Vann Van Diepen, experto en armas del Gobierno de Estados Unidos y trabajador del Centro Stimson, «lo más probable es que sea un satélite bastante pequeño con una resolución de imagen baja» pero que siempre «es mejor tener un satélite de escasa resolución como este que no tener nada».
Según informó la agencia estatal KCNA, en los primeros días después del lanzamiento, se recibieron desde el satélite imágenes de la base aérea Anderson, del puerto de Apra (donde se sitúa una base naval) y otras zonas de importantes enclaves de las tropas norteamericanas, tomadas desde el cielo sobre la isla Guam, en el Pacífico. A partir del 1 de diciembre de 2023, una vez finalizadas las pruebas, debería comenzar el funcionamiento normal del satélite.

## Historial de lanzamientos

### Primer lanzamiento
El primer intento de lanzamiento se produjo el 31 de mayo de 2023. La segunda etapa del vehículo de lanzamiento, Chollima-1, se encendió demasiado pronto, lo que provocó que la misión fracasara. Se emitieron alertas de evacuación en Seúl y la prefectura de Okinawa. El gobierno norcoreano anunció rápidamente el fracaso del lanzamiento.
Los restos se estrellaron en el Mar Amarillo y Corea del Sur intentó rescatar el cohete, buscando en un sitio a 200 kilómetros de la costa de Eocheongdo. El Ministerio de Defensa de Corea del Sur publicó una imagen de un cilindro blanco, que se sospecha que forma parte del cohete.
La Administración Nacional del Desarrollo Aeroespacial (NADA) de Corea del Norte dijo que investigaría las causas del accidente antes de realizar un segundo lanzamiento. La Casa Blanca, Japón y el Secretario General de la ONU condenaron el lanzamiento, citando violaciones de las resoluciones del Consejo de Seguridad que prohíben el uso de tecnología de misiles balísticos.

### Segunda lanzamiento
Un segundo intento tuvo lugar el 23 de agosto de 2023, nuevamente a bordo de un vehículo de lanzamiento Chollima-1. El lanzamiento volvió a fracasar con la pérdida del satélite, esta vez provocada por un error en el sistema de terminación de emergencia del vuelo durante el vuelo de la tercera etapa.

### Tercer lanzamiento
Inicialmente estaba programado un tercer intento para octubre de 2023, pero luego se pospuso a noviembre debido a algunos retrasos en la solución de los problemas técnicos que causaron los accidentes anteriores. El lanzamiento tuvo lugar el 21 de noviembre de 2023 hacia las 22:43 horas (13:43 GMT). La agencia de noticias surcoreana Yonhap citó a su homóloga del Norte, la Agencia Central de Noticias de Corea, afirmando que el satélite había alcanzado con éxito la órbita predeterminada «El cohete espacial 'Chollima-1' voló con normalidad a lo largo de su trayectoria preestablecida y puso en órbita con precisión el satélite 'Malligyong-1' a las 22:54 horas. 705 segundos después de su lanzamiento» y que «(el satélite) supondrá una contribución significativa al refuerzo de las capacidades bélicas de nuestras fuerzas armadas». Lo que supone el primer vuelo exitoso del vehículo de lanzamiento Chollima-1. Sin embargo, funcionarios japoneses y surcoreanos declararon que no pudieron determinar si el satélite fue efectivamente puesto en órbita. De hecho, según Hong Min, investigador sénior del Instituto de Corea por la Unificación Nacional, «podría llevar algún tiempo averiguarlo».
Según el Servicio Nacional de Inteligencia de Corea del Sur (NIS) Corea del Norte no hubiera podido llevar a cabo con éxito el lanzamiento sin la asistencia tecnológica y asesoría de Rusia. Esta ayuda habría venido en forma de análisis de datos de telemetría que permitiesen a los científicos norcoreanos subsanar los errores que provocaron los dos accidentes anteriores, tras la cumbre de septiembre, y que sirvió para alcanzar un acuerdo de cooperación militar y aeroespacial.
Según NADA, el propio Kim Jong-un supervisó el lanzamiento.
Según el astrónomo holandés Marco Langbroek, entre el 18 y el 24 de febrero de 2024, Malligyong-1 había realizado maniobras de elevación orbital para prolongar el tiempo en órbita y circularizar su órbita, esto demuestra que el satélite tiene propulsión a bordo y se está comunicando con estaciones de comunicaciones terrestres en Corea del Norte. Los comandos para maniobras de elevación a la órbita fueron transmitidos desde Corea del Norte. Se realizaron más maniobras de elevación orbital del 3 al 7 de junio de 2024, del 6 al 10 de septiembre de 2024 y del 16 al 18 de enero de 2025.

### Cuarto lanzamiento
El 27 de mayo de 2024 tuvo lugar un cuarto lanzamiento de un nuevo satélite, llamado Malligyong-1-1, a bordo de un nuevo vehículo de lanzamiento que utilizaba oxígeno líquido y propulsores de combustible líquido. El lanzamiento volvió a fracasar con la pérdida del satélite. Según sugirió el subdirector general de la Administración Nacional de Tecnología Aeroespacial de Corea del Norte la causa de la explosión fue el motor de cohete de combustible líquido recientemente desarrollado.